# Стефан Ісідзакі
Стефан Ісідзакі (швед. Stefan Ishizaki, яп. ステファン・イシザキ, нар. 15 травня 1982, Стокгольм) — колишній шведський футболіст японського походження, який грав на позиції півзахисника.

## Клубна кар'єра
Народився 15 травня 1982 року в Стокгольмі у родині японця і шведки. 
Почав займатись футболом в клубі «Юргорден», проте незабаром переїхав в «Рогсвед» і залишався з клубом до 1999 року, коли підписав контракт з АІКом. Дебютував за цей клуб у тому ж році в Кубку Швеції, коли вийшов на заміну на 80-й хвилині проти «Ефле». Пізніше Ісідзакі вийшов на заміну знову у фіналі, який АІК виграв 1:0 у «Гетеборга», і став наймолодшим гравцем в країні, що виграв Кубок (у віці 16 років і 364 днів).

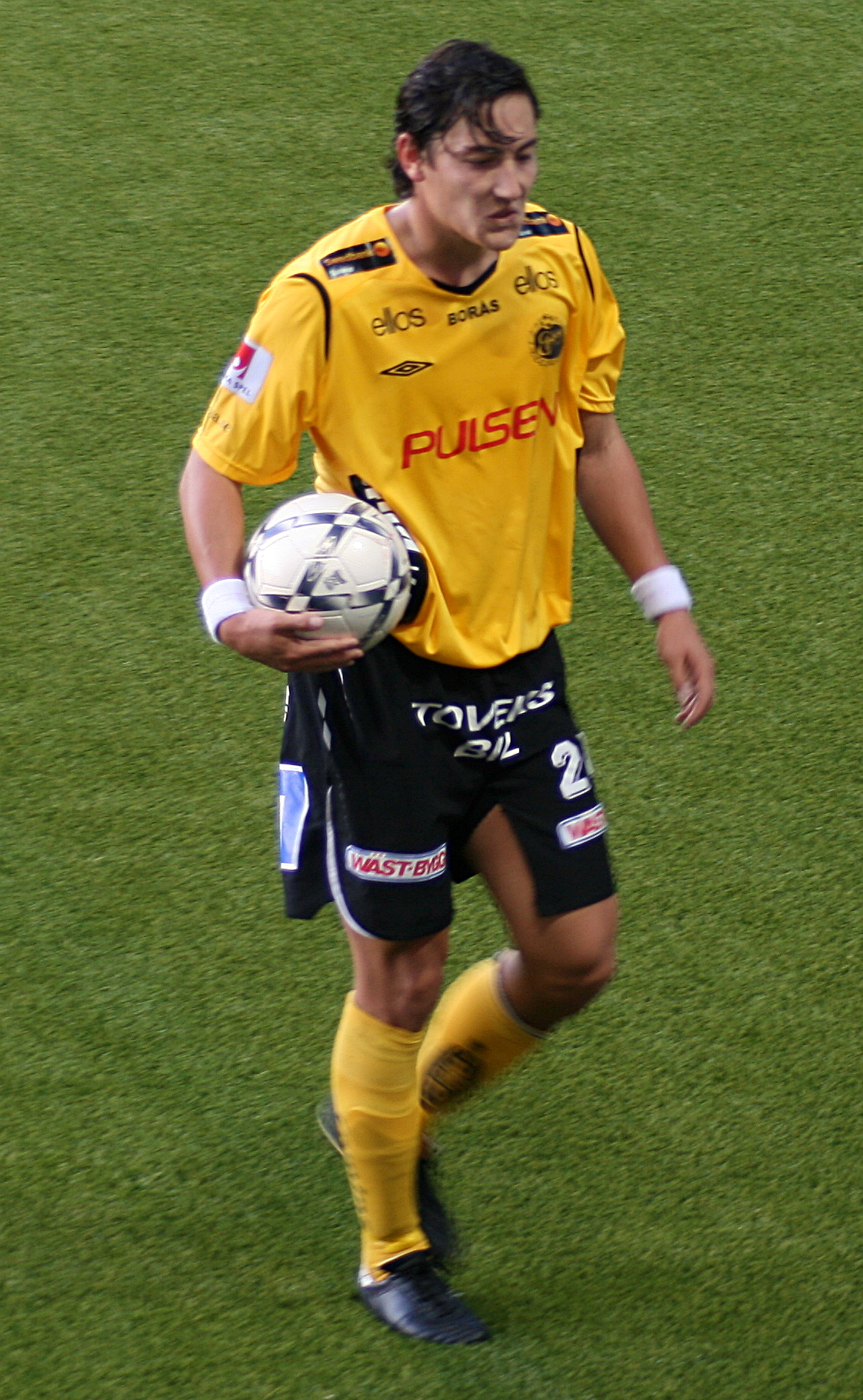
Стефан Ісідзакі під час виступів за «Ельфсборг». 23 липня 2008 року.

В чемпіонаті дебютував у наступному сезоні 2000 року проти клубу «Ельфсборг» і швидко став основним гравцем команди.
На початку 2004 року Ісідзакі перейшов на правах оренди до кінця сезону в італійське «Дженоа», що грало в Серії Б. Однак закріпитись в Італії не зумів і зіграв до кінця сезону всього лише 4 гри. «Дженоа» мало опцію на викуп прав на гравця, але в підсумку не скористалося цим, через що влітку півзахисник повернувся в АІК
За підсумками сезону 2004 року АІК зайняв передостаннє місце і вилетів з Аллсвенскан. Після цього Ісідзакі покинув команду і підписав контракт з норвезьким клубом «Волеренга». У підсумку Стефан допоміг клубу виграти чемпіонат, тим самим перервавши переможну серію «Русенборга», яка складалася з 13 чемпіонств поспіль. Для «Волеренги» цей титул став першим починаючи з 1984 року.
На початку 2006 року Ісідзакі повернувся на батьківщину, ставши гравцем «Ельфсборга». Будучи головним придбанням клубу, він допоміг команді в першому ж сезоні завоювати чемпіонський титул.
Після успішного першого сезону він залишився в «Ельфсборзі», відігравши загалом за команду з Буроса вісім сезонів своєї ігрової кар'єри, ставши ще раз чемпіоном у сезоні 2012. Більшість часу, проведеного у складі «Ельфсборга», був основним гравцем команди.
У січні 2014 року Стефан Ісідзакі підписав контракт з «Лос-Анджелес Гелаксі» з MLS, де провів півтора року і став чемпіоном МЛС у сезоні 2014 року.
В липні 2015 року повернувся в АІК, де розпочинав свою професійну кар'єру, підписавши контракт до кінця 2017 року. Наразі встиг відіграти за команду з Стокгольма 9 матчів в національному чемпіонаті.

## Виступи за збірні
Протягом 2001–2004 років залучався до складу молодіжної збірної Швеції, разом з якою був учасником молодіжного Євро-2004, де забив гол у ворота однолітків з Португалії, а шведи стали півфіналістами турніру. Всього на молодіжному рівні зіграв у 21 офіційному матчі, забив 5 голів.
31 січня 2001 року дебютував в офіційних матчах у складі національної збірної Швеції в грі проти збірної Фарерських островів (0:0). Загалом провів у формі головної команди країни 13 матчів.

## Титули і досягнення

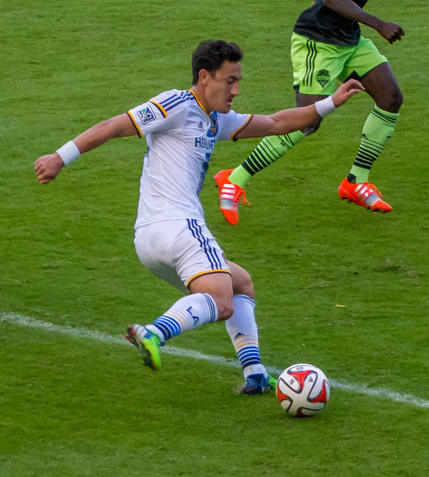
Стефан Ісідзакі під час виступів за «Лос-Анджелес Гелаксі». 23 листопада 2014 року.

- Володар Кубка Швеції (1):

АІК: 1998-99
- Чемпіон Норвегії (1):

«Волеренга»: 2005
- Чемпіон Швеції (2):

«Ельфсборг»: 2006, 2012
- Володар Суперкубка Швеції (1):

«Ельфсборг»: 2007
- Чемпіон MLS (MLS Cup) (1):

«Лос-Анджелес Гелаксі»: 2014